# Когда тайное становится явным
«Когда тайное становится явным» (англ. When The Bough Breaks) — американский кинофильм 1994 года.

## Сюжет
В Хьюстоне, 4-го июля, полиция находит семь отрезанных кистей детских рук, на каждой из которых есть номер. Делом занимается капитан Сваггерт. К полиции от ФБР присоединяется высококвалифицированный следователь, Одри Маклиа, для помощи в расследовании.
В полицию поступает звонок от доктора одного из медицинских учреждений. Когда Одри приходит туда, доктор знакомит её с мальчиком Джорданом Томасом, который уже более 10 лет находится в больнице. Мальчик не разговаривает, а каждый год 16 июля у него случается приступ, во время которого он на стене рисует руку с номером на ней. Одри обращает своё внимание на мальчика и понимает, что он связан с серийным убийцей.

## Создатели фильма

### В ролях
- Мартин Шин — капитан Сваггерт
- Элли Уокер — Одри Маклиа
- Рон Перлман — доктор Дуглас Эбен
- Тара Сабкофф — Джордан Томас / Дженнифер Линн Эбен
- Роберт Кнеппер — лейтенант Джимми Кридмор
- Скотт Лоуренс — сержант Футмен
- Джон П. Коннолли — сержант Белвин
- Рон Рекаснер — доктор Сингер

### Съёмочная группа
- Режиссёр — Майкл Кон
- Автор сценария — Майкл Кон
- Продюсеры — Дениз Белью, Барбара Явиц
- Исполнительный продюсер — Бэрри Л. Колье
- Редактор — Стивен Батлер
- Композитор — Эд Томни
- Оператор — Майкл Бонвилейн